# 图特哈里一世
图特哈里一世（英語：Tudhaliya I），新王国的首任赫梯国王。在位时期发动对外战争，扩大赫梯版图。